# Eugenio Cruz Vargas
Eugenio Cruz Vargas, né à Santiago du Chili le 2 octobre 1923 et mort à Olmué, une ville de la Ve région du Chili, le 18 janvier 2014, est un poète et peintre chilien. Son œuvre s’étend des peintures de paysages naturels classiques à l'abstraction partielle et totale. Ses poèmes se caractérisent au début par l’emploi d’un langage surréaliste et culminent dans le créationnisme.

## Biographie

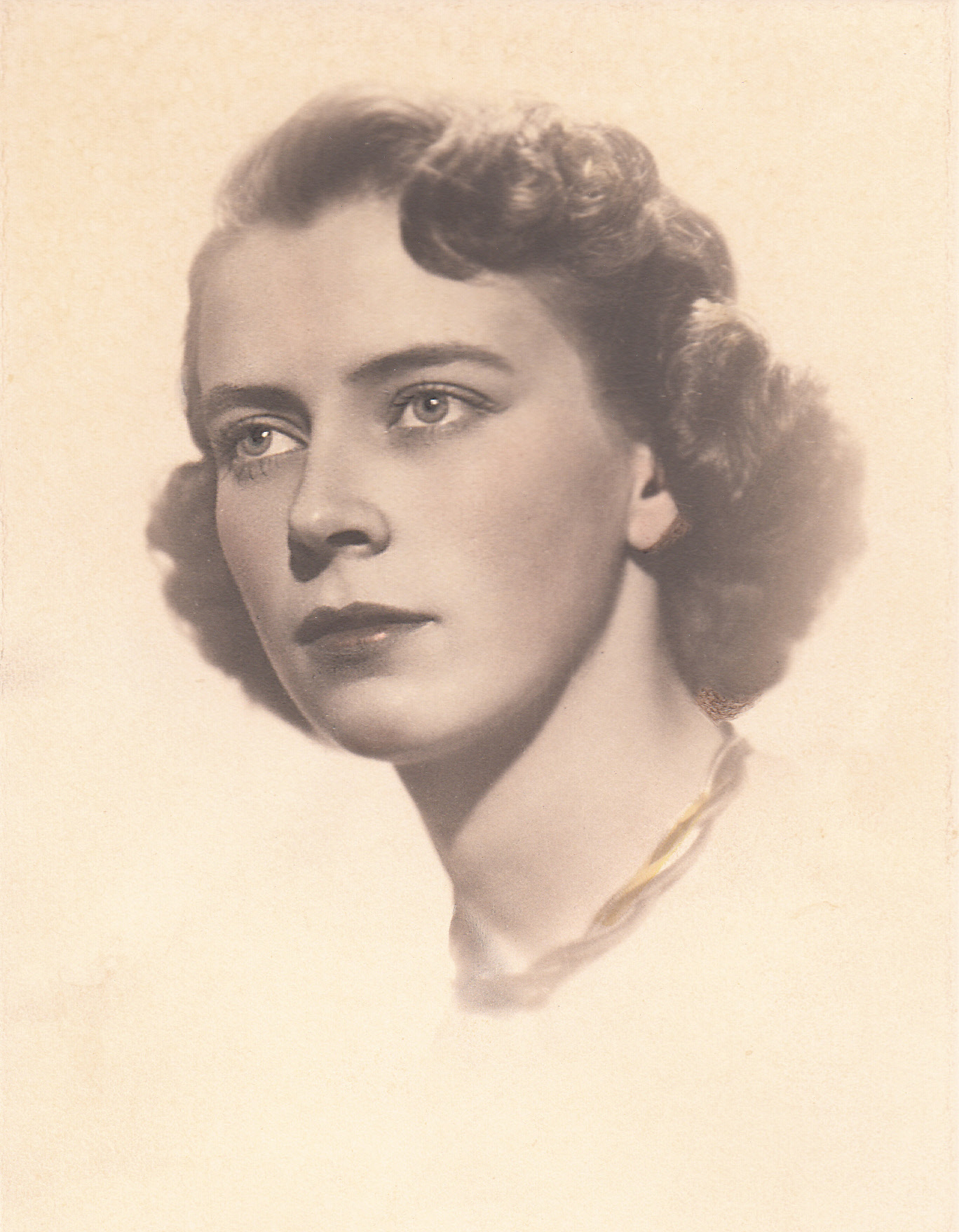
Sa muse était sa femme,
María de la Luz Vergara Errázuriz en 1950

Admirateur de sa famille et du patrimoine culturel de sa lignée, il est le troisième de six frères. Son enfance se déroule dans une ambiance paisible, surtout dans les domaines ruraux de Las Cabras (Viña San Pedro) et El Carmen, ce qui lui permet de développer une grande sensibilité pour la nature. Il est le fils de Pedro Nolasco Cruz Correa (1887-1939), vigneron, et de Maria Emilia Vargas Bello (1896-1978). Il est le petit-fils du critique littéraire Pedro Nolasco Cruz Vergara, arrière-petit-fils de Francisco Vargas Fontecilla, avocat pénaliste chilien de renom, et arrière-arrière-petit-fils de l’humaniste américain Andrés Bello et de Pedro Nolasco Vergara Albano, un ancien gouverneur chilien fortuné.
La plus grande source d’inspiration de son art reste sa femme, Maria de la Luz Vergara Errazuriz, née le 10 juillet 1927 et morte le 25 juin 2014, avec qui il a eu 9 enfants : Eugenio, Soledad, Juan José, Josefina, Isabel, Felipe, Maria de la Luz et Santiago.
Dès son plus jeune âge, il possède une vision toute singulière de la nature et de l'humanité qui se reflète dans ses compétences artistiques développées au cours de ses études au Colegio San Ignacio. À la fin de ses études, la mort de son père l’empêche de poursuivre sa vocation artistique, pourtant déjà très claire. Il s’engage alors dans le domaine du marketing de l’immobilier, une activité encore naissante dans son pays dans les années 1960. Avec sa créativité innée comme moteur de cette entreprise, il devient un pionnier et homme d’affaires prospère dans ce domaine ; il fondera ainsi les agences Cruz y del Solar, Vía Publicidad et Publicidad Siete.
Dans les années 1970, il voyage en Amérique latine, en Europe, en Russie et aux États-Unis, animé par son désir de s’engager dans des projets innovants dans le domaine des arts du spectacle, en particulier la production théâtrale et cinématographique. À Paris, il suit des cours libres et publics d’histoire de l'art à l'École du Louvre, qui l’ont amené à élargir sa conception de la peinture classique lui permettant de développer pleinement ses talents artistiques.
À son retour au Chili[Quand ?], il s’installe au sud dans le but d’être en contact direct avec la nature ; il réussit à trouver le temps et le calme pour consacrer les 40 dernières années de sa vie à ce qui était sa passion. Le résultat de son travail se reflète dans plus de 300 huiles de moyen et de grand format et dans la publication de trois recueils de poèmes. Il devient ainsi un artiste multidisciplinaire et fécond.

## Son art, la poésie et la peinture

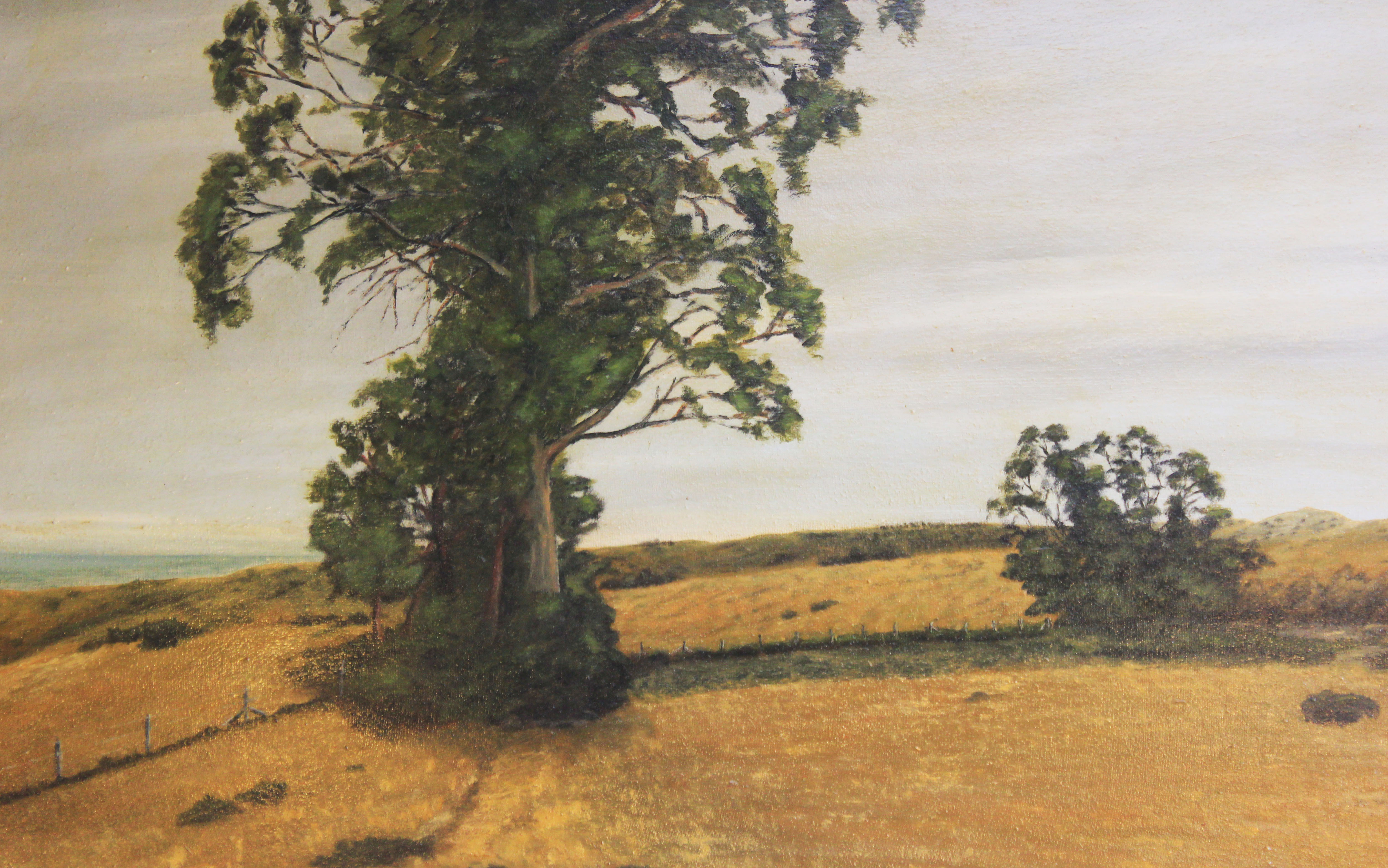
Lomajes en Bucalemu I.

On distingue deux périodes dans son œuvre picturale. La première période exprime le classicisme figuratif des maîtres des XIXe et XXe siècles, exprimée en huile sur toile, de préférence de moyen et de grand formats : il recrée la vie rurale et côtière de la région centrale et du sud du pays, mettant en évidence un réalisme naturaliste sincère. La deuxième période est marquée par l’abandon de la figuration classique et ses débuts en peinture abstraite objective/expressive où on reconnaît encore certains éléments de l´étape précédente et la survie de son attachement envers la nature est évidente. Cette abstraction partielle est suivie de l’abstraction totale, sans aucune trace ni éléments référentiels de paysages ou d’objets mais la libre interprétation du spectateur. D’où le titre de sa dernière exposition, « Du paysage à l’abstraction ».

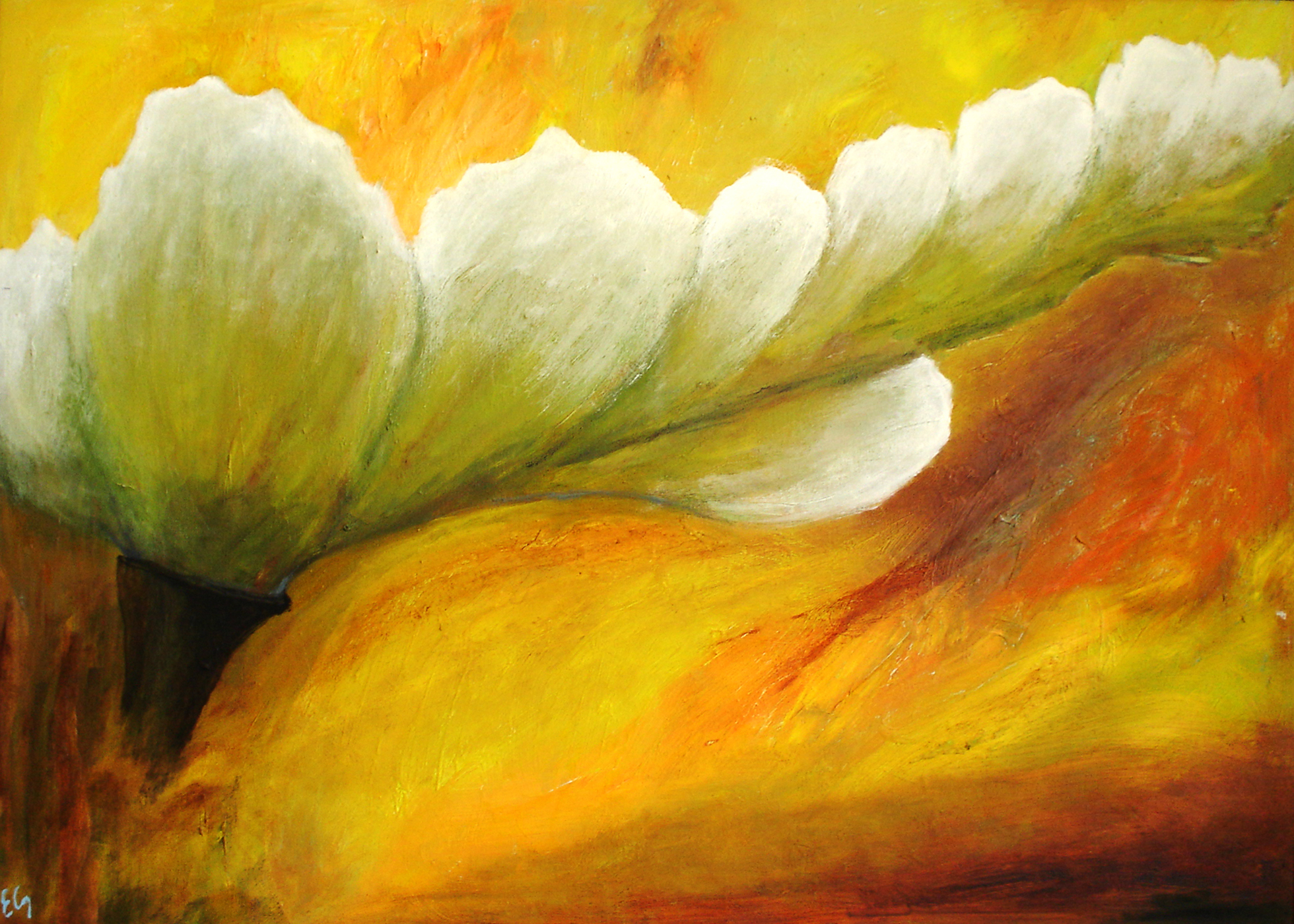
Inflorescencia vital.

Ses quatre expositions de peinture entre 1986 et 2008 ont réuni 160 de ses œuvres. Une partie importante de ses peintures appartient à des collectionneurs privés et, après sa mort, les autres ont rejoint le patrimoine de sa grande famille et elles se trouvent aujourd’hui sous la garde de la fondation qui porte son nom.

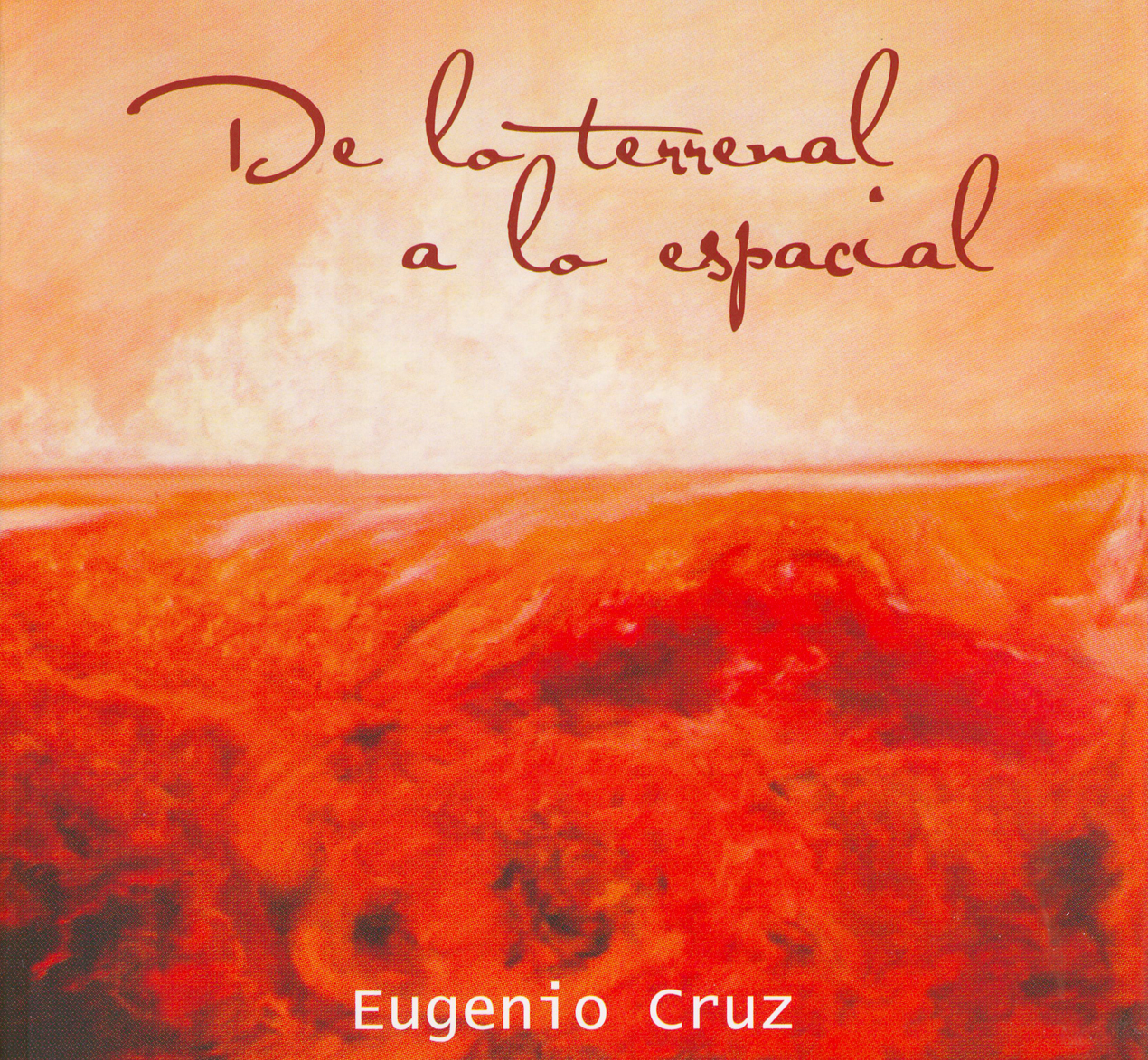
Couverture du livre 2011.

Ses trois livres parlent de ce passage du surréalisme vers le créationnisme. Il écrit son premier recueil de poèmes en 1978 : La única vez que miento. Ces poèmes proposent dans un langage simple une diversité de sujets où d’intenses sentiments d'amour se confondent avec des réflexions sur la nature, en évoquant la vie urbaine et à la campagne au sud du Chili. En 1980, son deuxième recueil de poèmes Cielo présente un style plus raffiné que son ouvrage précédent, mais conserve le lien des sujets avec le surréalisme. En 2011, son dernier recueil de poèmes est publié sous le titre de De lo terrenal a lo espacial, avec un prologue du poète chilien Emilio Antilef.
Au cours des dernières années, Cruz Vargas se concentre sur la sculpture. Il réussit à terminer trois œuvres de grande taille à partir de matériaux recyclés d’acier et de cuivre, qui se trouvent dans le parc privé de sa famille à Olmué, dans la Cinquième région du Chili.
À noter sa personnalité cultivée, sa persévérance, son engagement et sa discipline ; sa sensibilité envers la nature et sa communication avec elle, reflétée dans l’attention qu’il accorde à la flore et à la faune qui l’entourent et, en retour, la nature qui le nourrit d’une floraison luxuriante et de la récolte des fruits, sans oublier les oiseaux qui se rapprochent souvent de lui.

## Citations de Cruz Vargas
« Il existe plusieurs voies pour pratiquer et faire de l'art. Il existe également divers moyens de l'exprimer, comme la comédie, la sculpture, la musique, la peinture, etc. L’art peut acquérir des dimensions immenses, même dans des espaces pas plus grands que la tête d'une épingle. »

« Le silence est l'espace que tous les êtres s’accordent pour résoudre leur dynamique de la pensée et de la décision. »

« Le changement de l'humanité est et sera toujours positif, du fait que pour remédier à la contamination des eaux, de l'air et de l'environnement, le changement technologique serait de plus en plus important, dans le respect et pour la récupération de la nature que j'aime tant. »

## Citations sur Cruz Vargas
À propos de son héritage et de sa contribution à la culture :

« Ce sera toujours reflété dans son œuvre picturale et littéraire, une dualité singulière au Chili, la manière la plus noble de laisser son empreinte dans l'histoire de son pays et de transcender les générations futures comme un exemple d'effort et de ténacité. »

Autres citations :

« Poète, peintre, sculpteur et producteur de cinéma, l'artiste fécond qui rappelle l'ancien esprit des auteurs autodidactes qui ont apporté énormément à la culture chilienne. »

« Eugenio Cruz est un enfant qui n’abandonne pas son rêve, le même rêve qui vit dans un adulte qui se bat pour des morceaux de vie et s’y accroche avec les griffes que la poésie peut donner par l’ampleur de ses ressources. »

« Eugenio Cruz a réussi à recréer les anciens liens entre la peinture et la poésie de la Renaissance, dans laquelle beaucoup de poèmes étaient des descriptions de peintures. À cette époque, le respect que devait la parole à l'image était total. Mais celui de la symétrie picturale pour la symétrie poétique l’était aussi. Le poète et le peintre se distinguent du commun des mortels par leur capacité de découvrir hardiment dans la nature et les êtres humains le naïf, le merveilleux, l’extraordinaire, les contrastes et les impulsions intérieures de l'âme et des choses et de les transmettre au moyen d’un code de mots ou de couleurs. »

« L'artiste a laissé voir dans son œuvre tout son esprit franc et honnête; les mots se confondent avec les coups de pinceau et à leur tour ceux-ci amènent à une symbiose peinture-poésie-peinture rarement trouvée, sauf chez les Anglais Dante Gabriel Rossetti (1828-1882) et William Blake (1757-1827). »

« Il est également comparé à la première époque de Pablo Neruda. »

« Écrire avec des couleurs et de la peinture avec des mots. »

« Le peintre qui aime la nature. »

« Se souvenir du travail intime et attachant du peintre surréaliste. »

## Sélection des avis publiés

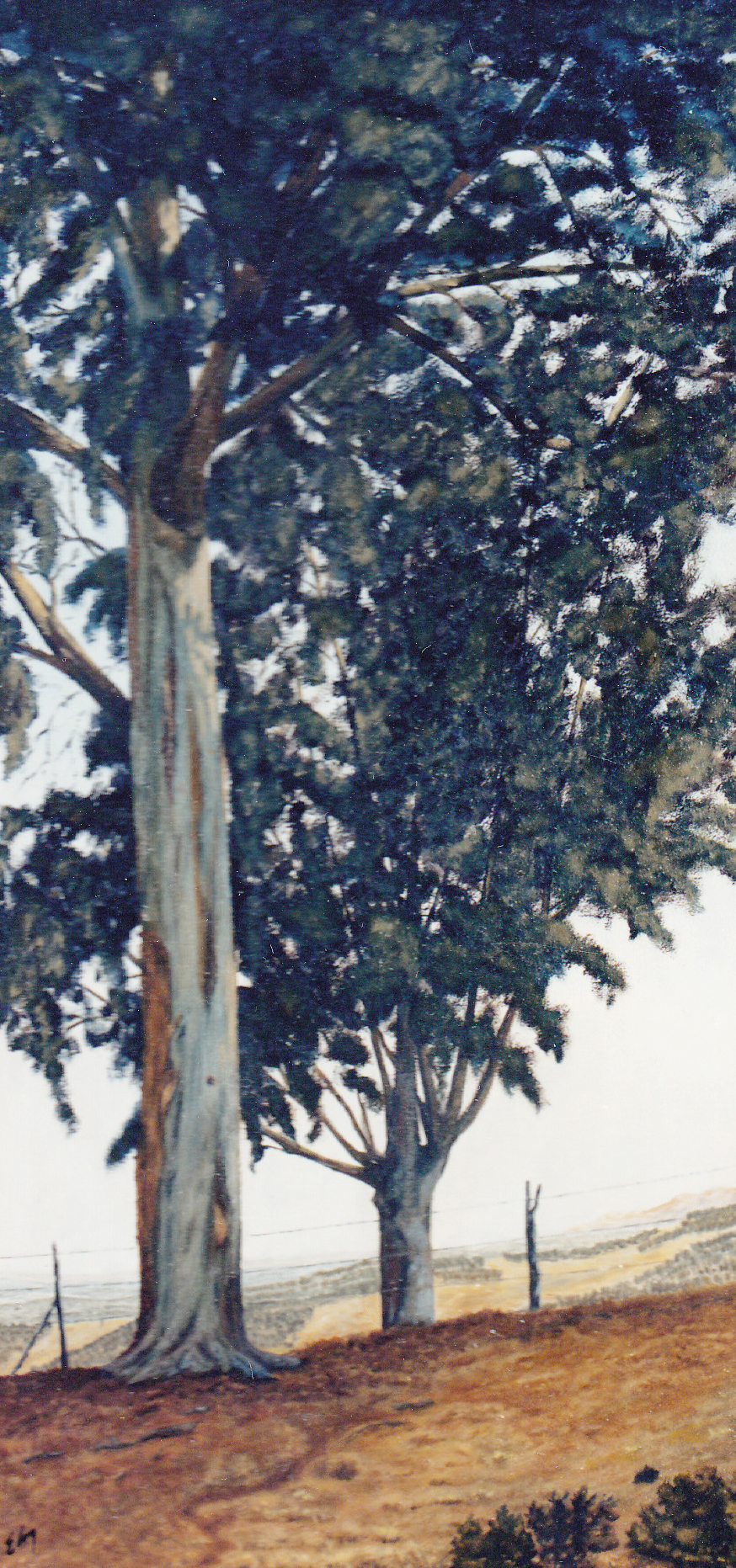
Lomajes

Victor Carvacho (1916-1996), membre de l'Association Internationale des Critiques d'Art (AICA), écrit dans son prologue au catalogue de l'exposition 1986 :

« Il aime la nature et toutes ses merveilles, il distingue les arbres. Pour cette raison le paysage est son sujet de prédilection. C'est la vérité. Il peut être un maître de lui-même. C’est une réussite réservée à quelques privilégiés. Nous regardons avec plaisir dans une toile un conifère ou un eucalyptus identifiés par la texture et les tonalités. C’est son côté naturaliste. Son côté romantique s’exprime dans la palette, les couleurs qu’il choisit : le blanc éteint, les bruns, le rouge ou l’ocre pâle, pour conclure avec un vert profond de riches nuances, à peu près comme le style d'Oskar Trepte, sans sa mélancolie mais avec toute la puissance d’une poésie sereine et évocatrice. »

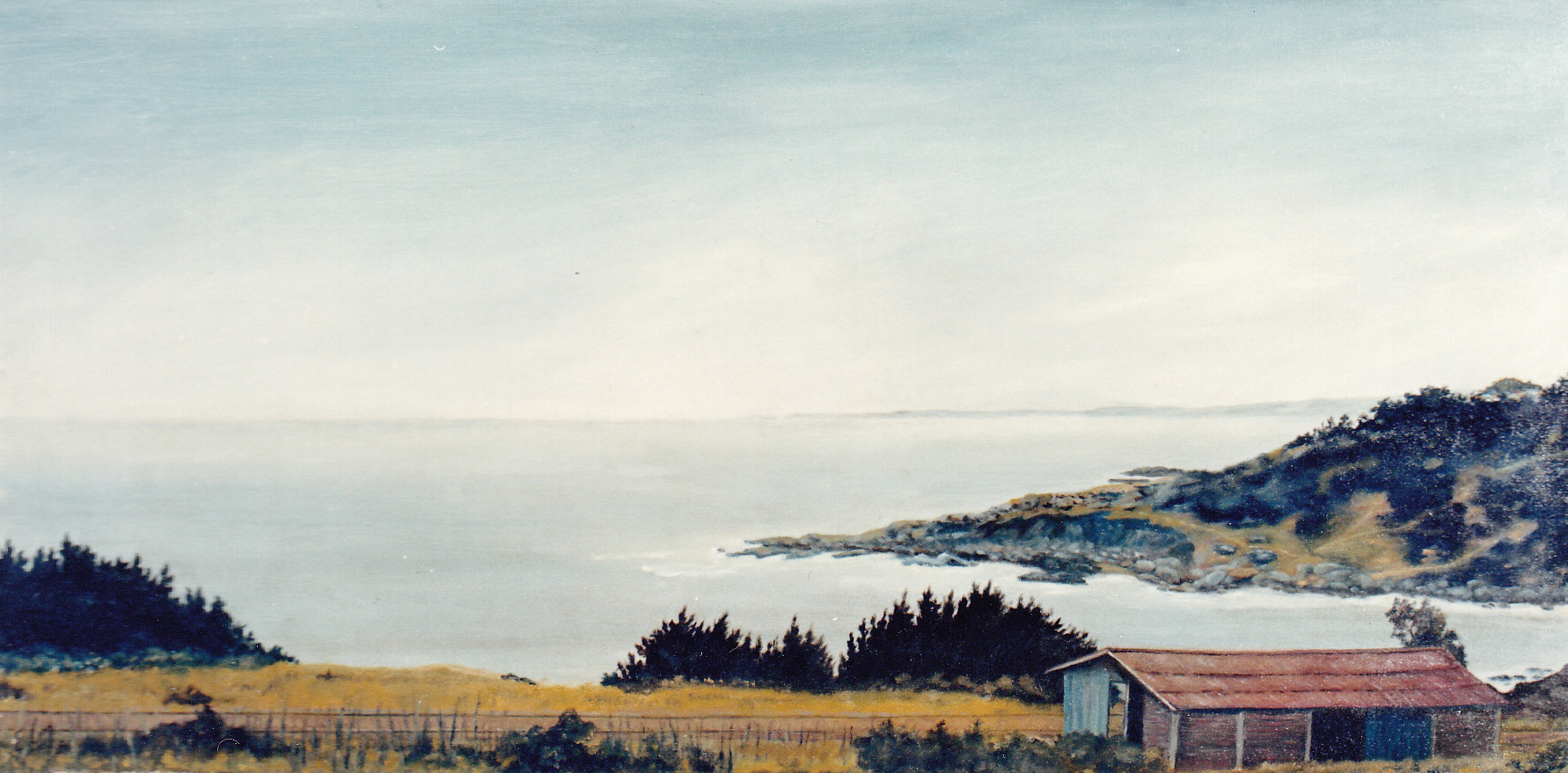
Brin de Cartagena, Chili

José María Palacios Concha (1926-2002), critique d’art du journal La Segunda et lui-aussi membre de l'AICA, écrit:

« Le regard qui s’envole et observe, plein d’un sentiment raisonné, que les vérités de notre nature sont toujours ouvertes à recevoir et à répondre aux inquiétudes d’une pupille ayant un sens pictural. Et cela nous amène à la réalisation ultime d’Eugenio Cruz: il définit un style. C’est-à-dire, il souligne qu’il a une personnalité, qu’il a su, du plus profond de soi, tout librement et sans aucun préjugé, projeter son vécu et nous éclairer comme un autodidacte, en pleine maturité. Sa palette est riche. Sollicitée par le peintre, elle sait s’associer à ses émotions et recréer des vues pleines de suggestions importantes...  La peinture d’Eugenio Cruz se caractérise également par la réussite de l'équilibre et de l'harmonisation de la tonalité grise qui laisse entrevoir plus d'un écho nostalgique de son ancienne vie paysanne. En particulier des arbres. »

Emilio Antilef Arriagada, poète chilien, écrit dans le prologue de son dernier livre (2011) :

« Les sentiments ne sont pas unilatéraux dans l’œuvre de cet auteur chilien. Ses revendications, déclarations d'amour, condamnations du système et du marché, allégories et jeux permettent différentes lectures. Ceci est remarquable en ces jours où le langage change et de nombreuses discussions se tiennent au sujet de ses limites. Le poids du contemporain nous rend avides de poèmes susceptibles de refléter le pluralisme de son temps. Des intellectuels très appréciés à l’heure actuelle, comme le vénézuélien Rafael Rattia, affirment que : « c’est souvent la nuance, la tournure imperceptible du langage qui rend le poème une véritable œuvre d'art. La poésie qu’on retrouve dans ce livre n’aurait pu être conçue sans les traces que laisse une expérience qui brille d’une luminosité intense, essentielle pour tenter d’aller du terrestre au spatial. La même volonté partagée par jeunes et adultes plus ou moins âgés qui ont hâte de toucher ou tout simplement d’aller au-delà du ciel. »

## Contribution à la culture des arts
Il s’est donné surtout la possibilité d'écouter sa nature intérieure. Après avoir observé le monde depuis les hautes sphères de la société et sa position d’homme d’affaires prospère, il décide de les quitter et devenir soi avec l'essentiel et trouver la manière de transmettre son émerveillement devant la vie à travers ses œuvres artistiques multidimensionnelles. Cette simplicité et générosité sont sa plus grande contribution à la culture des arts et des lettres,,.

## Galerie

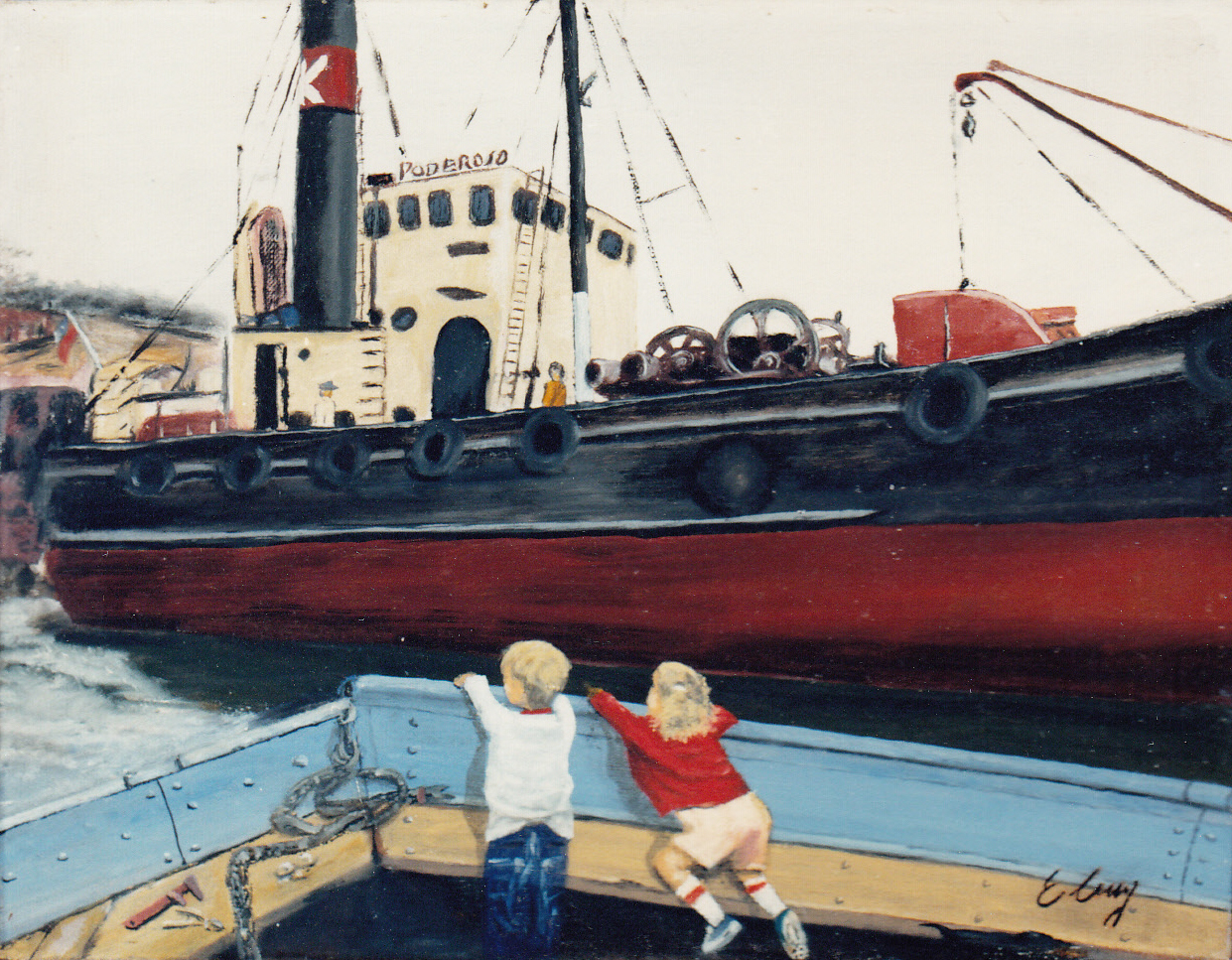
Enfants à Puerto Valparaiso, Chili
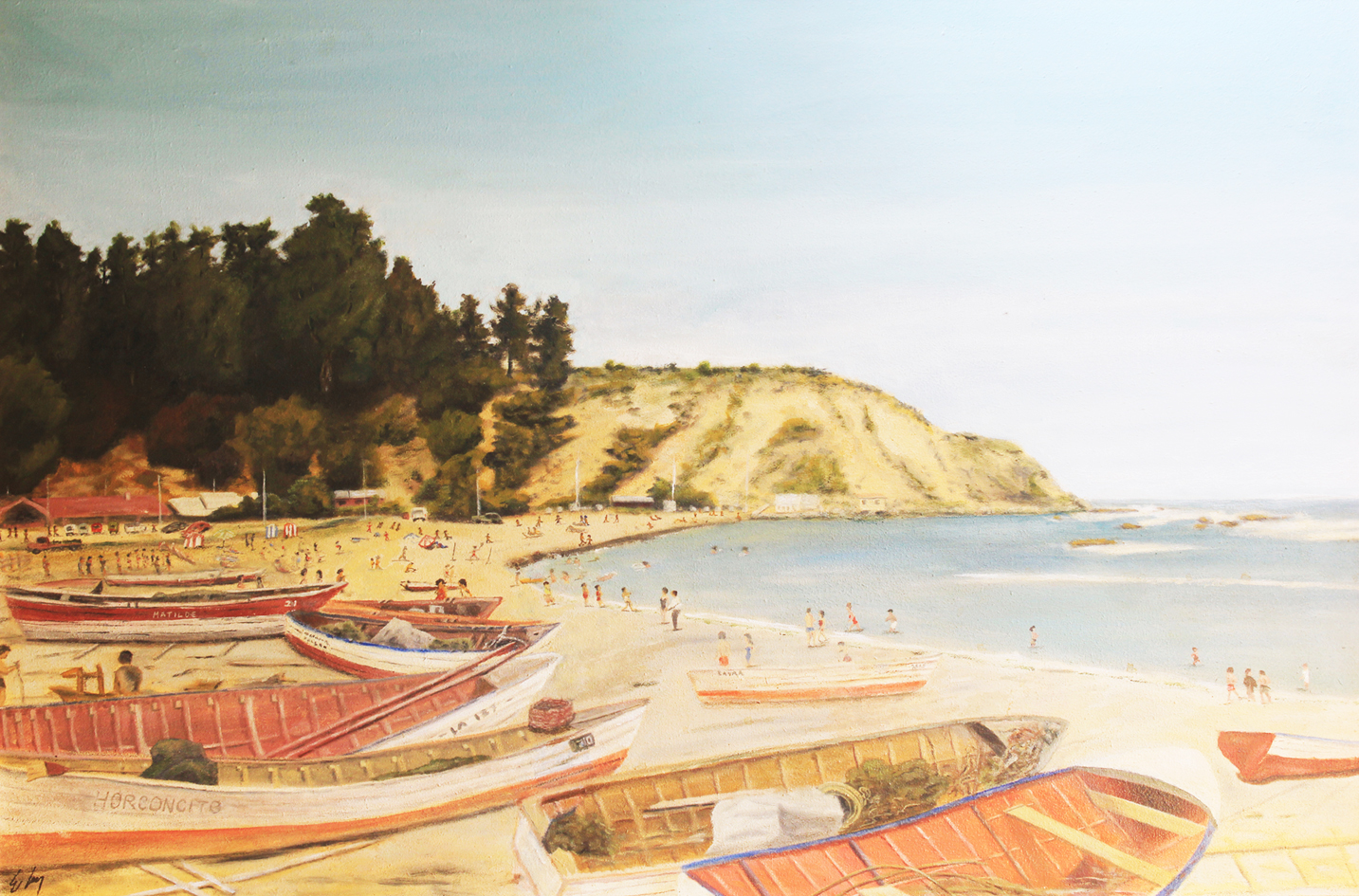
Plage de Horcón , Chili
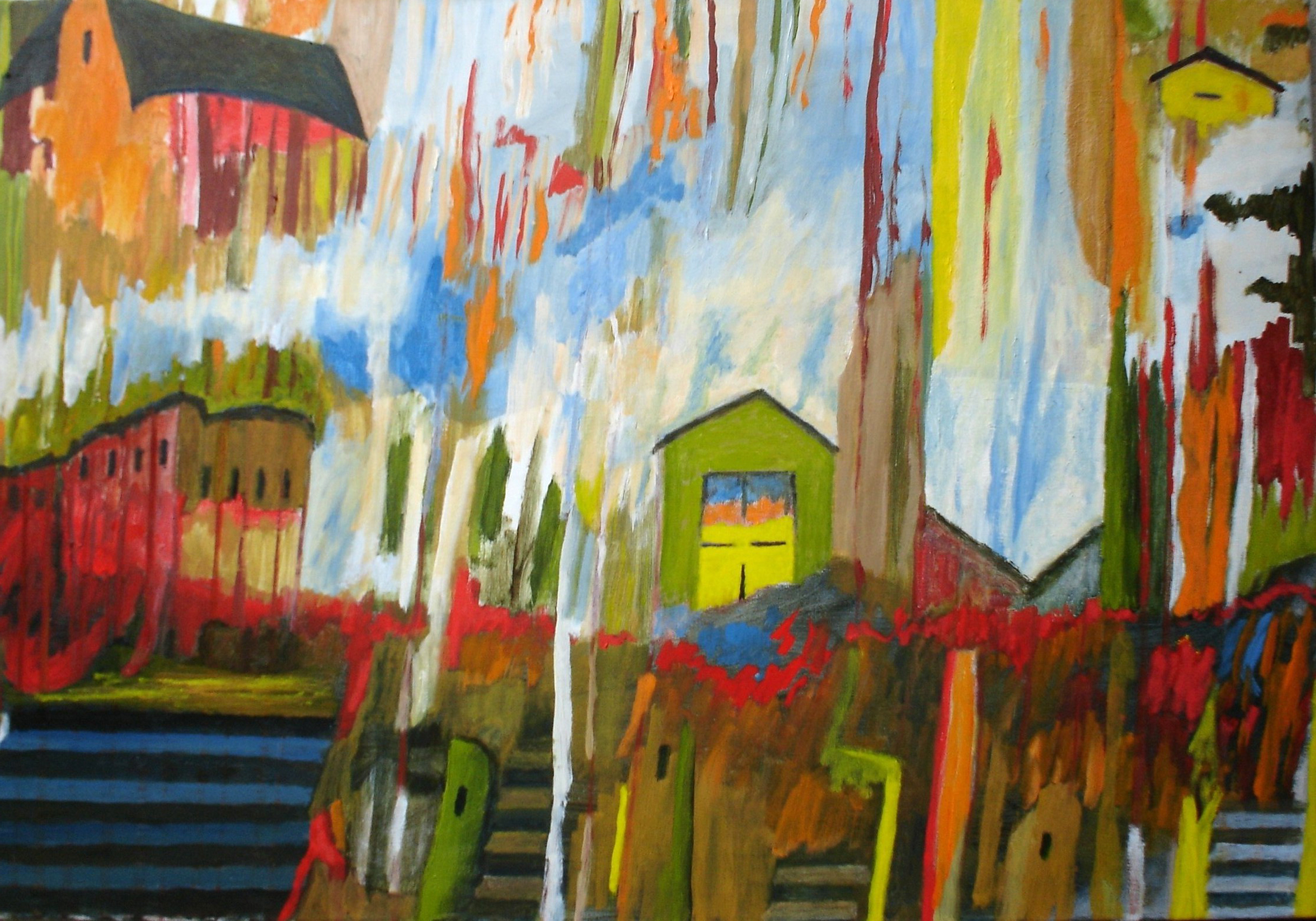
Buenos Aires Multicolores
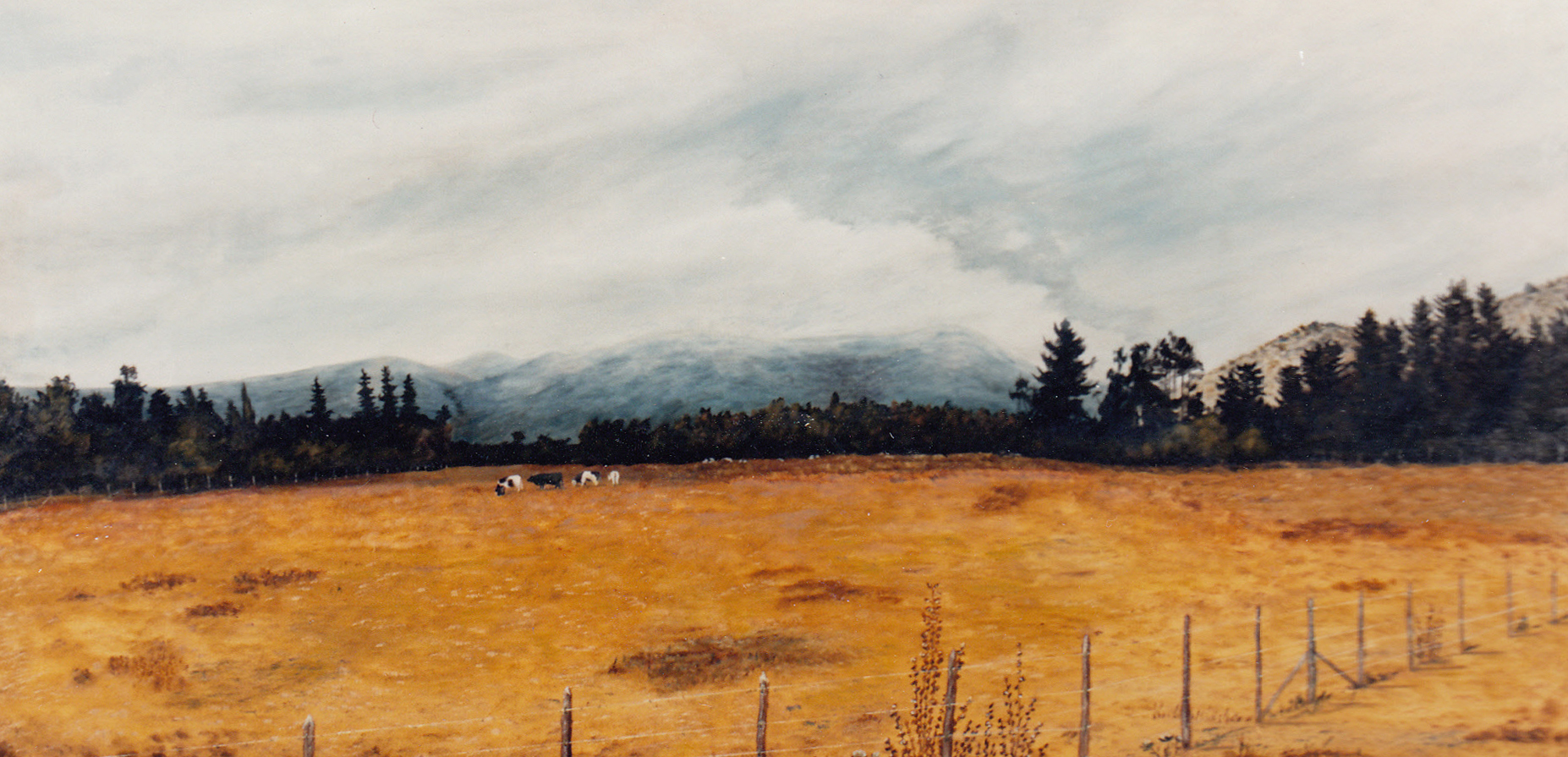
Potrero à Melipilla, Chili
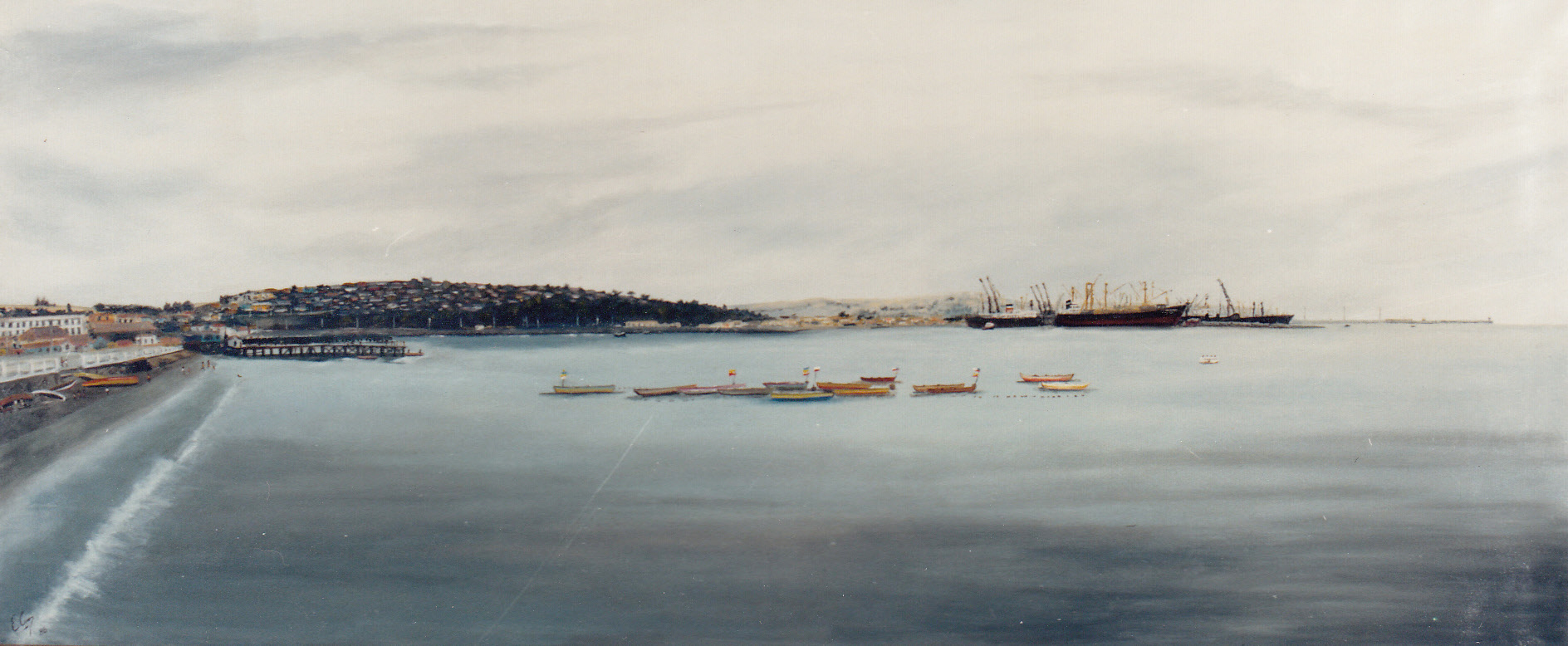
Port de San Antonio, Chili
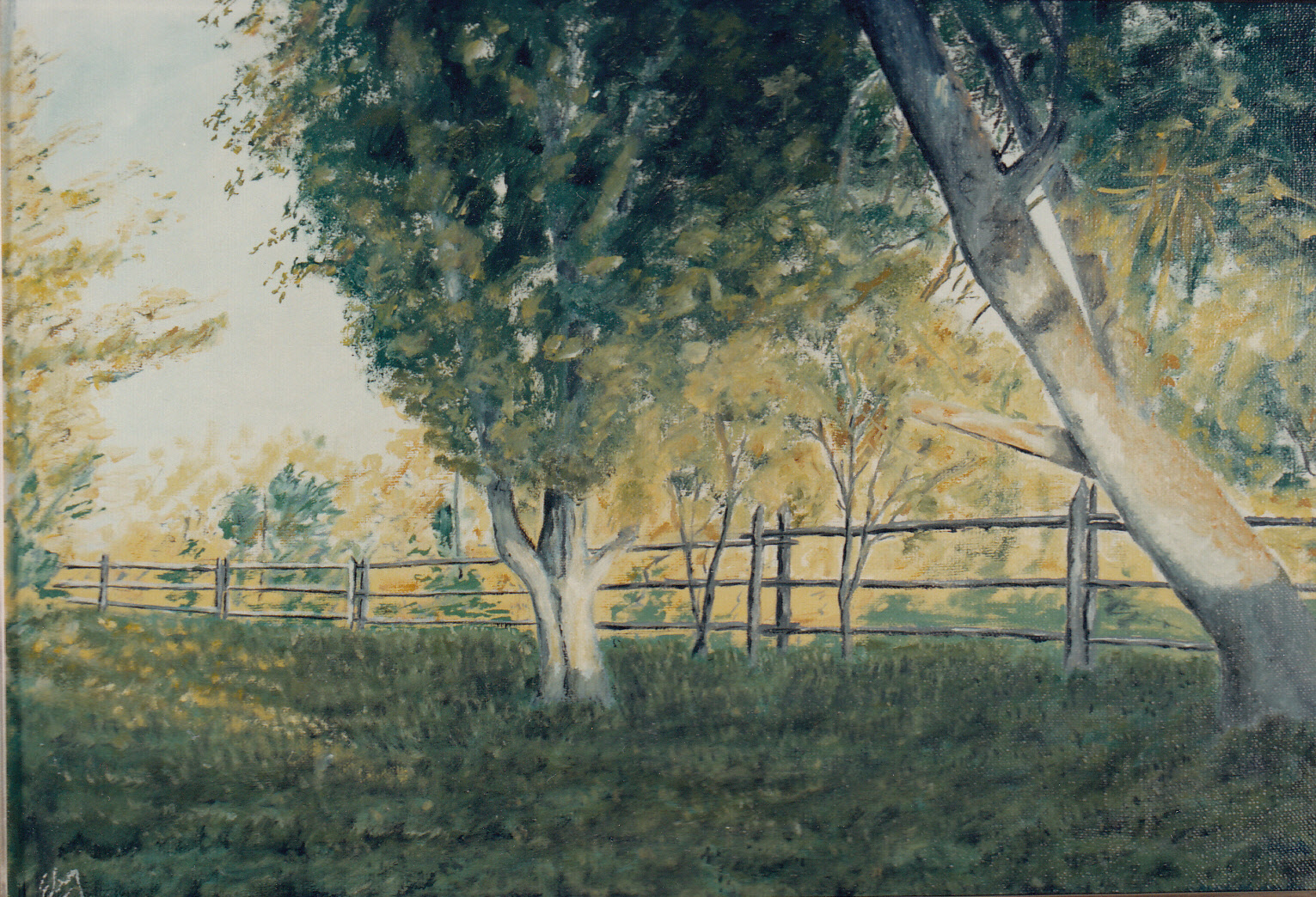
Vieux Manzanos
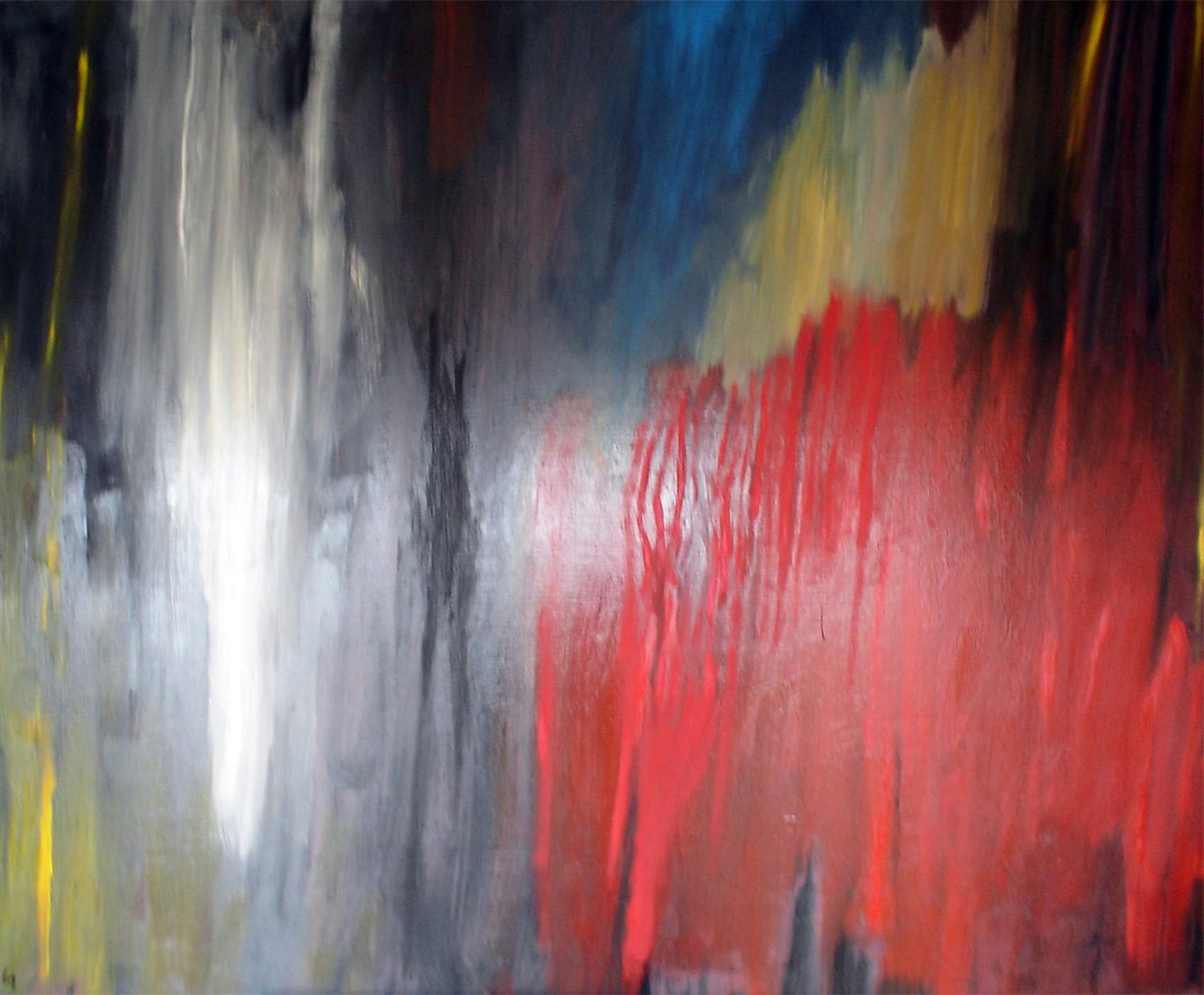
38 nuances de couleurs